# Jean-Frédéric Lampe
Pour les articles homonymes, voir Lampe.

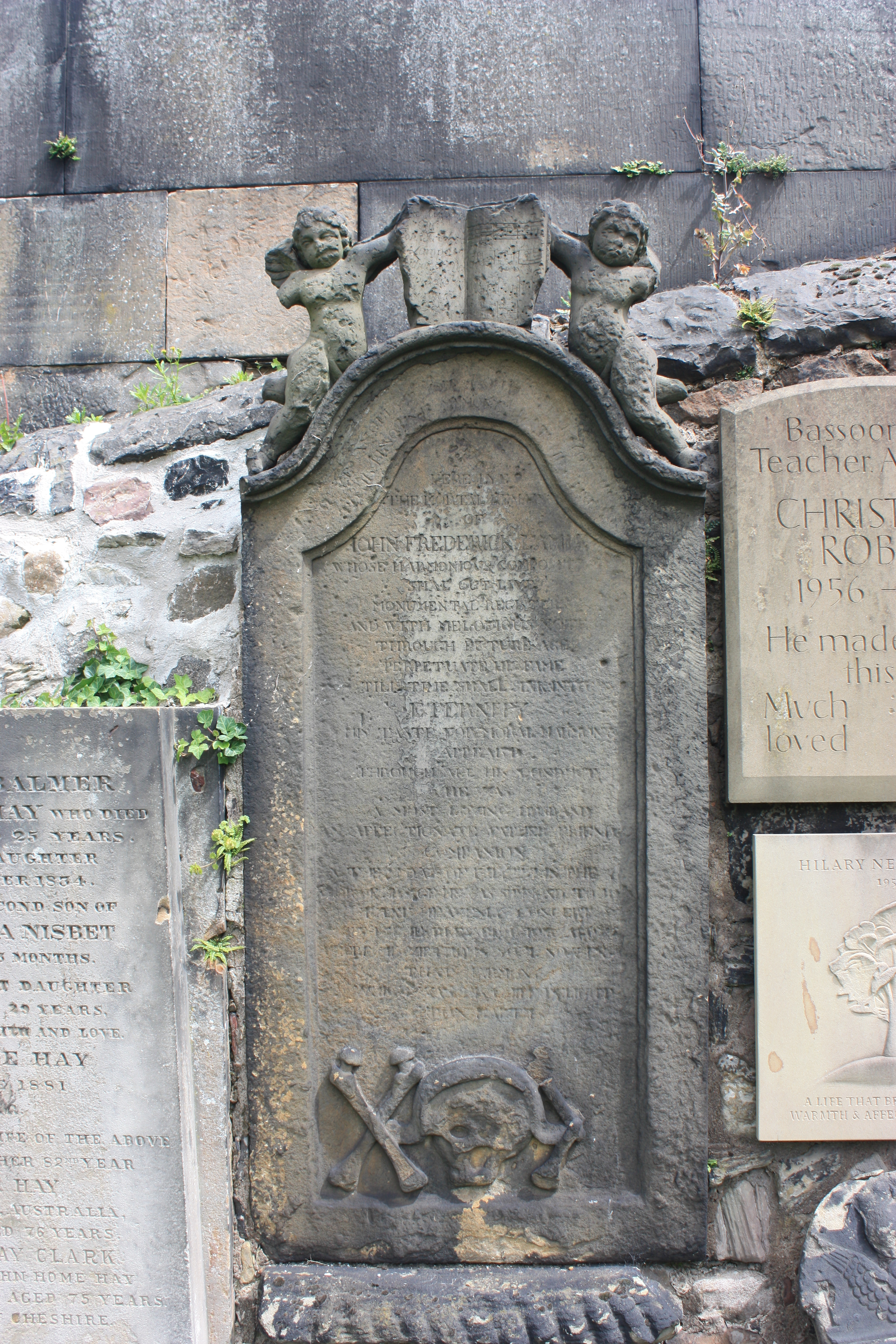
La tombe de John Frederick Lampe, Canongate Kirkyard.

Jean-Frédéric Lampe (anglicisé en John Frederick Lampe), né Johann Friedrich Lampe vers 1703 à Brunswick et mort le 25 juillet 1751 à Édimbourg, est un compositeur et musicographe allemand.

## Biographie
Jean-Frédéric Lampe naît vers 1703 à Brunswick. Il étudie à Helmstadt en Saxe et se rend à Londres en 1725.
Il est engagé au King's Theatre puis au Haymarket pour lequel il écrit un grand nombre de musique de scène.
Son compatriote Haendel le fait entrer à l'orchestre de l'Opéra : on croit que c'est pour y jouer du basson, parce que Haendel fait faire pour lui un contrebasson en 1727. Cet instrument reste depuis lors dans le magasin d'instruments du théâtre et n'est joué que par Ashley, en 1784, à l'occasion de la grande fête musicale en commémoration de Handel. En 1730, Rich, directeur du théâtre de Covent-Garden, engage Jean-Frédéric Lampe pour écrire la musique des pantomimes et des intermèdes qu'il fait représenter. Son premier ouvrage de quelque importance est l'opéra burlesque de Carey intitulé : Le Dragon de Wantley. Il obtient un succès de vogue. Cet opéra et Margery, qui en est la suite, sont publiés. Dans ce dernier ouvrage, Jean-Frédéric Lampe fait une parodie assez plaisante de la musique italienne et des chanteurs italiens de son temps. Le meilleur opéra composé par lui est représenté en 1732, sous le titre d'Amalia. En 1739 il donne aussi
Roger et Jean, qui réussit. Il compose la musique de la cantate burlesque de Swift qui commence par ces mots « In harmony would you excell ». Jean-Frédéric Lampe n'est plus connu aujourd'hui que par un traité d'harmonie et d'accompagnement qu'il publie sous ce titre : Méthode facile et abrégée pour apprendre la basse, d'après les méthodes les plus rationnelles (Londres, 1737, 1 vol. in-4°). Ce livre est basé sur le système de la basse fondamentale de Rameau. La partie théorique est fort succincte; mais on y trouve 93 planches de leçons pratiques sur la succession des accords. Ces exemples sont assez mal écrits, et remplis de redoublements d'intervalles qui donnent lieu à des successions d'octaves. Un traité élémentaire de musique est publié aussi par Jean-Frédéric Lampe, sous ce titre : l'Art de la musique (Londres, 1740, in-4°).
Il épouse, aux alentours de 1739, Isabelle Young (en), fille de Charles Young et sœur de Mme Arne.
En 1748 il se rend à Dublin, mais deux plus tard il est à Édimbourg, où il meurt d'une fièvre le 25 juillet 1751.
Il est inhumé dans le cimetière de l'église de Canongate Kirkyard (en), où un monument, aujourd'hui délabré, a été érigé à sa mémoire.